# Hans Edvard Teglers
Hans Edvard Walstrøm Teglers (født 5. maj 1925 i Boldesager, Jerne Sogn, død 22. januar 1988) var en dansk modstandsmand, journalist og forfatter.

## Baggrund
Han var søn af maskinmester Hans Edvard Teglers og hustru Jensine Karoline Larsen (forældrene var viet i Jerne Kirke 1911). Faderen var maskinmester på et skib, der i 1940 blev sænket af tyske ubåde i krigens begyndelse.

## Frihedskæmper
Under besættelsen uddelte Teglers allerede fra 1941 løbesedler mod værnemagten. I 1942 blev han medlem af en modstandsgruppe på Østre Borgerdydskole, som også inkluderede bl.a. Jørgen Jespersen. Gruppen blev efterhånden splittet mellem borgerlige og kommunistiske sympatier. Teglers blev gruppeleder i BOPA i oktober 1943, men forlod i marts 1944 den kommunistiske gruppe og blev medlem af den borgerlige modstandsgruppe Holger Danske, hvor han steg i graderne fra menigt medlem til en del af organisationens absolutte ledelse ved befrielsen. Hans dæknavne var "Anders Krogh", "Henrik Christoffersen" og "H.C."
Teglers blev arresteret 23. juni 1943, men befriet igen 21. oktober 1943 fra Sct. Hans Hospital.
Han var et af de yngste ledende medlemmer i modstandskampen, og på netop befrielsesdagen fyldte han bare 20 år. Hans søster Ulla var gift med modstandsmanden Emil Haslund fra BOPA. Efter krigen var Teglers knyttet til Arne Sejrs antikommunistiske efterretningstjeneste Firmaet.

## Liv og Journalistisk karriere
Fra 1947 virkede Teglers som journalist ved Berlingske Aftenavis. Han blev gift den 20 November 1951 med Gyrid Anna Elisabeth Teglers (f. Balle) (1919 - 1994), med hvem han har børnene Gyrid Lisbet Teglers og Hans Edinger Teglers. Hun bragte sønnen Steffen med ind i ægteskabet fra et tidligere ægteskab. Han var udenrigsredaktør ved Berlingske Tidende fra 1956 til 1958 og chefredaktør på Dagbladet Information fra 1959 til 1966. Fra 1975 og otte år frem var Teglers redaktør af bladet Dansk Industri
Han blev gift 29. marts 1974 med informationschef Bodil Marie Petersen (14. juli 1924 i Bovrup - 3. november 2009).
Han er begravet på Mariebjerg Kirkegård. Hans Edvard Teglers Vej i Charlottenlund er opkaldt efter ham.

## Forfatterskab
Efter besættelsen udgav han en hel del bøger, bl.a.:
- Kæmp for alt, hvad du har kært, 1945 (erindringer fra modstandskampen) ISBN 87-00-94040-2
- Sabotage, amatørernes oprør, 1961.
- Magtspillet i Danmark, Steen Hasselbalchs Forlag 1969.
- Optræder i: 4. maj: En antologi om krig og besættelse, 2005. ISBN 87-989996-5-6